# Pierre Lombard
Pour les articles homonymes, voir Lombard.
Pierre Lombard (en italien Pietro Lombardo et en latin Petrus Lombardus) (Lumellogno, un hameau de Novare, v. 1100 - Paris, 22 juillet 1160) fut un théologien scolastique et un évêque Italien du XIIe siècle. Ses écrits théologiques ont fixé les contours de la doctrine de la Transsubstantiation, qui sera confirmée comme dogme de l’Église au quatrième concile du Latran (1215).

## Biographie
Pierre Lombard naquit dans le Piémont, à Lumellogno, un hameau de Novare, probablement entre 1095 et 1100. La famille Lombard était probablement pauvre, mais on ne sait rien de certain concernant ses origines sociales, ou l'éducation qu'il reçut dans sa jeunesse. Les trente premières années de sa vie restent des pages blanches pour les historiens.
Son éducation commença fort probablement en Italie dans les écoles des cathédrales de Novare et de Lucques. Le patronage d'Otto, évêque de Lucques et de saint Bernard lui permit de quitter l'Italie et de continuer ses études à Reims et Paris.
Le premier document qui mentionne Pierre Lombard  est une lettre de recommandation de Bernard de Clairvaux à Gilduin, abbé de Saint-Victor, pour que ce dernier accorde pleine hospitalité durant ses études parisiennes, en 1136. Bernard de Clairvaux a compris que l'enseignement échappait désormais aux moines. L'expansion rapide des villes, la lente réflexion après la reprise en main carolingienne a ré-ouvert les débats théologiques. Signe de temps fructueux et nouveaux, des propositions sont jugées hérétiques (Béranger de Tours, Roscelin). Déjà une distinction entre Aristote et Platon commence à se faire jour. Ces écoles très vivantes dès le milieu du XIIe siècle seront 20 ans plus tard embourbées dans les mêmes questions sans fin. Jean de Salisbury  se plaindre de cette stagnation lorsqu'il sera évêque de Chartres. Ironie de l'histoire :  Bernard de Clairvaux a soutenu l'arrivée à Paris de celui qui en deviendra le Maître par excellence, alors que le cistercien Bernard va entamer une lutte sans fin contre la théologie scolaire et urbaine et ses maîtres (contre Abélard et  certaines positions métaphysique et trinitaires de Gilbert de la Porrée).
Arrivé à Paris, Pierre Lombard se trouve au coeur de la « révolution du XIIe siècle » où les nouveaux maîtres ouvrent et tiennent école (le « salaire » du maître est un tronc où chacun donne selon son vouloir en quittant le cours). Il n'y a aucune organisation : chaque école dépend de la renommée des maîtres qui s'y regroupent. C'est ainsi qu'il se forme Il n'y a aucun fait bien établi se rapportant à ce qu'il y fit jusqu'en 1142 quand on le retrouve comme auteur et enseignant reconnu. À Paris, il entra en contact avec Pierre Abélard et Hugues de Saint-Victor, qui étaient parmi les principaux théologiens de ce temps, avec l'école de Chartres. Vers 1145, il obtient le grade et titre de « magister », c'est-à-dire professeur, à l'école de la cathédrale Notre-Dame de Paris.
L'enseignement de Lombard apporta rapidement l'attention sur lui, en accord ou en désaccord. On peut supposer que sa renommée est ce qui incita les chanoines de Notre-Dame à lui demander de rejoindre leur chapitre. Il était considéré un théologien célèbre vers 1144. L'école parisienne des chanoines n'avait pas compté dans ses rangs de théologien éminent depuis plusieurs années. Les chanoines de Notre-Dame appartenaient à la famille des Capétiens, ou à des familles qui leur étaient apparentées de près par le sang ou par le mariage, à des rejetons de la noblesse d'Île-de-France ou de la Vallée orientale de la Loire, ou à des parents de fonctionnaires royaux. Au contraire, Pierre ne pouvait s'appuyer sur aucun parent, sur aucun lien avec des ecclésiastiques ni sur aucun patronage politique en France. Il semble donc qu'il ait été accueilli par les chanoines de Notre-Dame uniquement pour ses mérites et ses connaissances.
On ne sait pas exactement quand il fut ordonné prêtre. Il devint sous-diacre en 1147. Il prit part, comme expert théologique, au concile de Reims et peut-être au consistoire de Paris l'année précédente. Quelque temps après 1150 il devint diacre, puis archidiacre vers 1156, ou peut-être dès 1152. En 1159, il fut appelé au siège épiscopal de Paris et consacré approximativement à la date de la fête de saints Pierre et Paul, le 29 juin 1159.
Son règne comme évêque fut bref. Il mourut le 21 ou le 22 juillet 1160. On ne peut guère connaître sa façon d'administrer ni ses objectifs parce qu'il a laissé bien peu d'actes épiscopaux. Son épitaphe et tombeau se trouvaient dans la collégiale Saint-Marcel à Paris avant qu'elle fût détruite sous la Révolution. L'épitaphe mentionnait sa gloire comme auteur des Quatre Livres de Sentences et de commentaires sur les Psaumes et les Épîtres de Paul.

## Doctrine

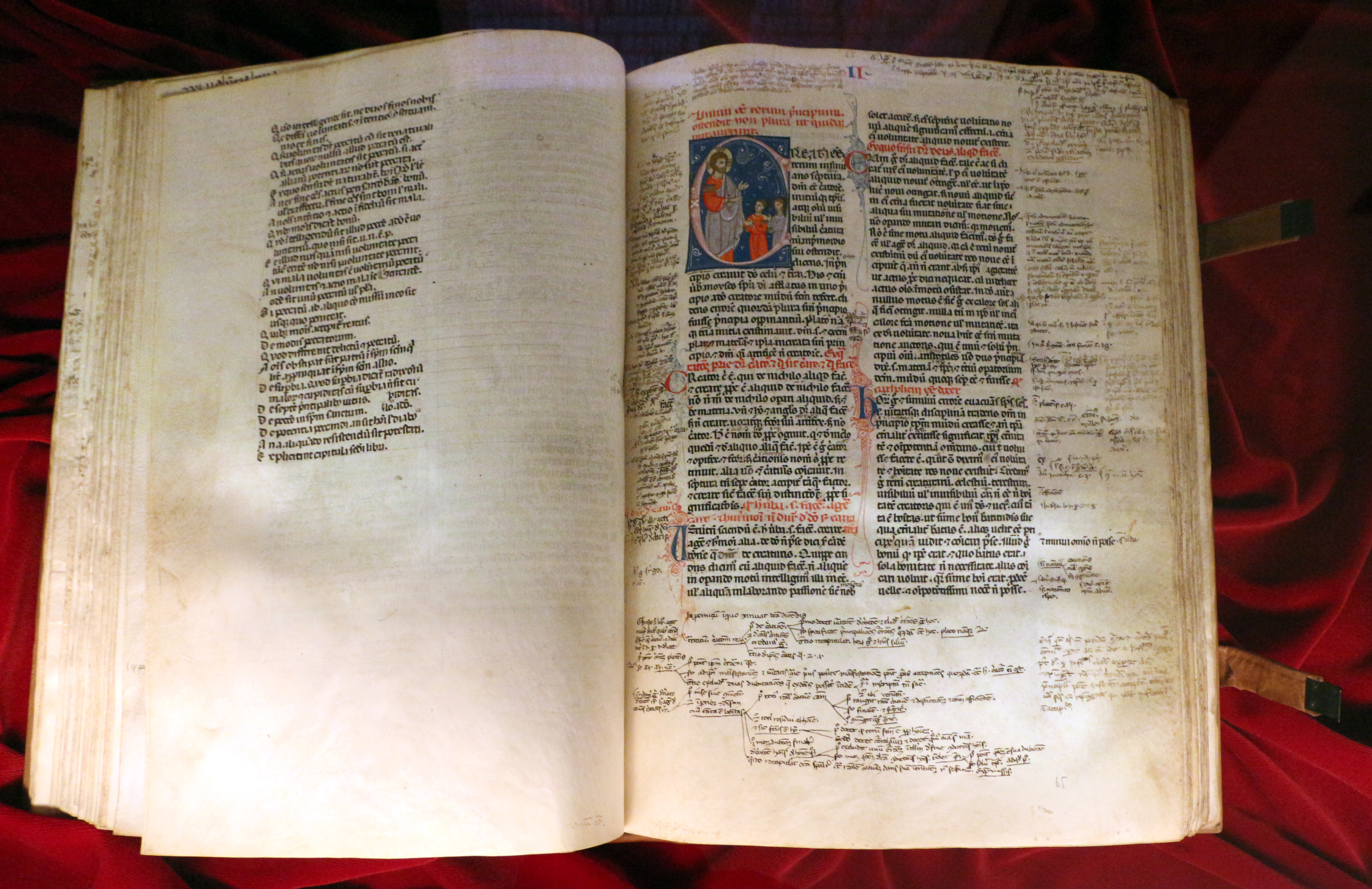
Sententiæ, 1280 circa, Biblioteca Medicea Laurenziana, Florence.

Dans le cadre de son enseignement, il élabora, grâce à une méthode originale basée sur les questions / discussions, une méthode, le Livre des Sentences (1152), qui organisait la critique textuelle en quatre livres thématiques. La conséquence en est une question : la théologie, distinguée du commentaire biblique, est-elle systématique au sens logique du terme ? Dès le début du XIIe siècle, Pierre Abélard propose une division en trois livres de la lecture théologique à fin d'enseignement.
Les Quatre Livres de Sentences sont une compilation de textes bibliques, joints aux passages correspondants des Pères de l'Église et de beaucoup de penseurs médiévaux, dans le domaine entier de la théologie chrétienne. Le génie de Pierre Lombard s'est appliqué à la sélection des passages, qu'il essayait de concilier quand ils semblaient défendre des points de vue différents, et à l'arrangement de la matière dans un ordre systématique. C'est ainsi que les Quatre Livres de Sentences commencent avec la Trinité au Livre I, s'occupent ensuite de la création au Livre II, traitent du Christ, sauveur de la création déchue, au Livre III, et parlent des sacrements, qui communiquent la grâce du Christ, au Livre IV.
Comment le Libri quatuor sententiarum, le Livre des Sentences devint-il le manuel théologique de base dans les universités médiévales, dès 1215 jusqu'au au XVIe siècle ? Non seulement, il était commenté un siècle plus tard, comme le rappelle  Marc Ozilou, mais parmi les diplômes de la Faculté de Paris, il fallait obligatoirement passer deux ans à commenter les Sentences, sans plus besoin d'autres précisions pour obtenir le premier grade, bachelier sentenciaire, préalable à celui de lector (Licencia docendi), puis inceptor, et enfin « Doctor et Magister » ?  Pourquoi, après Thomas d'Aquin et Bonaventure doit-il être cité, mais l'est moins souvent qu'Augustin ou Aristote ? Ces questions importent car tous les grands penseurs médiévaux de Gerbert d'Aurillac à Albert le Grand, Thomas d'Aquin, Bonaventure, Duns Scot, Maître Eckhart, Guillaume d'Ockham ont eu les Sentences à commenter ? Martin Luther pour devenir Maître et Docteur les commenta aussi. Chacun des auteurs cités ici en exemples montre la diversité des conclusions apportées.
La réponse se trouve en Calabre, auprès de Joachim de Flore. Les débats trinitaires du XIIe furent très vifs. Joachim de Flore s'en prit violemment à Pierre Lombard qu'il accusait de « perfidia, heresia ». La  grande question théologique qui a soutenu les débats christologiques et la reconnaissance des autorités non chrétiennes est celle de la Trinité. Pierre Lombard, a  rédigé une somme des connaissances théologiques sur toutes les questions, organisées de façon méthodique, comme Gratien au même moment à Paris avait constitué le premier code de droit raisonné et ordonné (Codex Juris Canonici, ou Code de droit canonique). pour la résolution de l'unité des trois personnes en Dieu, il propose une réalité suprême (Summa Res) en Dieu permettant cette relation trinitaire unique, unifiante et totalement divine. Joachim de Flore l'accuse alors de passer à une quaternité, au nom de l'axiome d'Athanase : "Tout ce qui est en Dieu est Dieu". Gilbert de la Porrée et Bernard de Clairvaux s'étaient déjà affrontés sur la même question : à Reims en 1141, le cistercien avait débattu en vain contre le Chartrain. Gilbert de la Porrée se tenait à cette question : "Quo est Deus" (Par quoi Dieu est-il Dieu ?). Bernard de Clairvaux, et d'autres théologiens monastiques, répondaient que la divinité étant divine, et Dieu la divinité, la question ne se posait pas. Gilbert de la Porrée faisait remarquer que dans une proposition logique, on ne peut pas inverser le sujet et le prédicat. Par conséquent si Dieu est la divinité, la divinité n'est pas Dieu, comme un homme est un corps mais un corps n'est pas un homme. C'est pourquoi, Gilbert de la Porrée a refusé de signer la proposition "Deus est divinitas, e converso" ( Dieu est la divinité, et inversement…). Gilbert de la Porrée fut condamné par le siège jour et nuit de Bernard auprès des cardinaux, mais cette condamnation est restée sans suite. Quand  Pierre Lombard rédigea son recueil des Sentences, il ne fit qu'apporter sa propre solution à ce problème resté ouvert. Après son décès, Joachim de Flore, n'a eu de cesse de le combattre jusqu'à sa mort en 1202. Cette question étant primordiale, elle divisait profondément les écoles théologiques. En 1215, au mois de novembre, le IVe concile œcuménique réuni au Latran a promulgué un décret connu sous son premier mot « Firmiter », qui déclare :

« Nous condamnons donc et nous réprouvons l'opuscule ou traité que l'abbé Joachim a publié contre Maître Pierre Lombard au sujet de l'unité ou de l'essence de la Trinité, en le traitant d'hérétique et de fou parce qu'il a dit dans ses Sentences* : Au « Il y a une réalité suprême qui est Père, Fils et Saint-Esprit et elle n'engendre pas, n'est pas engendrée et ne procède pas ». D'où il affirme que Pierre Lombard considère en Dieu une quaternité plutôt qu'une Trinité, (…) Quant à nous, avec l'approbation du concile universel, nous croyons et affirmons, avec Pierre [Lombard] qu'il existe une seule réalité suprême, incompréhensible et ineffable, qui est véritablement Père, Fils et Saint-Esprit, les trois Personnes ensemble et chacune d'elles en particulier. »

Pour la première fois depuis les premiers conciles œcuméniques, un nouveau dogme trinitaire était proclamé. Cette proclamation comportait la formule : « nous croyons et affirmons, avec Pierre [Lombard] » :  dès lors, les Sentences de Pierre Lombard étaient proclamées au plus haut degré de la hiérarchie comme le texte de référence de la foi catholique. Ceci embarrassa énormément les théologiens du XIIIe au XVIe siècle, à qui cette solution apparaissait comme insuffisante.
Les autres points de doctrine où Pierre Lombard se distingue d'autres théologiens dans les Sentences sont totalement à l'arrière-plan. Ainsi, dans les Sentences également on trouve la doctrine selon laquelle le mariage est consensuel (et n'a pas besoin d'être consommé pour être considéré comme parfait, contrairement à l'analyse de Gratien). la question ici reviendra à la réforme protestante : le mariage est-il un contrat ou un sacrement ? L'interprétation de Pierre Lombard a été plus tard reprise par le pape Alexandre III et a eu une importance considérable sur la compréhension du mariage par l'Église Catholique comme sacrement, et comme contrat dans l'Église Réformée. De la même façon, le futur évêque de Paris  présente le salut avec des références patristiques qui le rangent  parmi les auteurs médiévaux ayant évoqué la théosis ou divinisation. Les chercheurs actuels redécouvrent la théologie médiévale et patristique, par conséquent celle qui est au cœur des sentences de Pierre Lombard, où, sous divers abords, le salut chrétien est de demeurer en Dieu: la vision béatifique, qui est la participation à la vie même de Dieu au ciel, est donc la réalisation de cette "vie en Dieu". Or quoi que ce soit qui est en Dieu est divinement ce qu'il est. Cette doctrine est connue sous le nom grec de théosis ou latin de divinisation :  de très nombreuses études de la pensée médiévale y font référence depuis les années 2015 environ. les Sentences de Pierre Lombard ont participé, en tant que manuel obligatoire pour tous, à trouver un terrain commun où confronter ce genre de réflexion des plus subtiles.
Pierre Lombard s'était proposé, par la composition de ce livre, de mettre un terme aux incertitudes et aux disputes des théologiens, en expliquant les dogmes par l'Écriture, la tradition et les Pères ; en les fixant par l'opinion des auteurs dont l'Église révérait depuis longtemps l'autorité. Mais il n'est pas facile d'arrêter l'activité des esprits, et Pierre Lombard vit sortir de son œuvre un résultat contraire à celui qu'il avait espéré. Les livres des Sentences devinrent, par leur forme même, un texte parfaitement disposé pour fournir des occasions de discussions et de recherches.
Lui-même ne s'était pas abstenu de questions délicates mais nécessaires à la compréhension du dogme de l'Église latine, se proposant, et proposant à ses disciples des problèmes tels que ceux-ci : pourquoi le Fils s'est-il incarné plutôt que le Père et le Saint-Esprit ? La première ou la troisième personne de la Trinité eût-elle pu se faire homme (liv. III, dist. 1re, C. 6) ? Il n'a, ce faisant, pas fait preuve d'audace, reprenant les débats ayant eu lieu aux sept premiers conciles œcuméniques, en y favorisant les thèses venues de saint Augustin. Ainsi la quæstio : « Dieu eût-il pu se revêtir de l'humanité sous la forme d'une femme (liv. III, dist. 1re, c. 2) », s'inscrit à la fois dans le sillage de l'augustinisme et du Cur Deus homo d'Anselme de Cantorbéry. La vigueur des débats théologiques du XIIe siècle, en matière de théologie trinitaire et de christologie, lui attirèrent des ennemis, quelques-uns passionnés, Jean de Cornouailles, Gautier, prieur de Saint-Victor, Joachim, abbé de Flore en Calabre, etc. ; d'autres plus modérés et plus équitables, au nombre desquels il faut compter les maîtres en théologie de Paris, qui se bornèrent à dresser, vers 1300, une liste des articles qu'ils n'approuvaient pas dans le livre des Sentences et s'accordèrent à ne pas les enseigner. Le seul point théologique sur lequel il fut repris concernait le délicat problème des deux natures, divine et humaine dans le Christ.

### Œuvres
- Quatre livres de sentences (1150-1152, édition définitive 1155-1158), base de l'enseignement théologique jusqu'à la fin du Moyen Âge. Une traduction française a été achevée en juin 2015 :
  - Pierre Lombard, Les Quatre livres des sentences. Premier livre, trad. Marc Ozilou, Paris, Cerf (Sagesses chrétiennes), 2012, 592 pages  (ISBN 978-2-204-09656-0) ;
  - Pierre Lombard, Les Quatre livres des sentences. Second livre, trad. Marc Ozilou, Paris, Cerf (Sagesses chrétiennes), 2013, 512 pages ;
  - Pierre Lombard, Les Quatre livres des sentences. Troisième livre, trad. Marc Ozilou, Paris, Cerf (Sagesses chrétiennes), 2014, 512 pages ;
  - Pierre Lombard, Les Quatre livres des sentences. Quatrième livre, trad. Marc Ozilou, Paris, Cerf (Sagesses chrétiennes), 2015, 592 pages.
- Il existe aussi une traduction anglaise complète :
  - The Sentences. Book 1: The Mystery of the Trinity. Translated by Giulio Silano, Toronto. Pontifical Institute of Mediæval Studies (PIMS), 2007, LVIIII, 278 pp.  (ISBN 978-088844-292-5) ;
  - Book 2: On Creation. Translated by Giulio Silano. Toronto, PIMS, 2008, XLVI, 236 pp.  (ISBN 978-0-88844-293-2) ;
  - Book 3: On the Incarnation of the Word. Translated by Giulio Silano. Toronto, PIMS, 2008, XLVIII, 190 pp.  (ISBN 978-0-88844-295-6) ;
  - Book 4: The Doctrine of Signs. Translated by Giulio Silano. Toronto, PIMS, 2010, 336 pp.  (ISBN 978-0-88844-296-3).
- Autres œuvres :
  - Commentaire des Psaumes (Magna glossatura in Psalmos, vers 1160) ;
  - Commentaire des épîtres de Paul ;
  - Sermons.

### Études informatiques
Thesaurus Librorum Sententiarum Petrei Lombardi. Enumeratio formarum, concordantia formarum, index formarum a tergo ordinatarum, Turnhout, Brepols, 1991.

### Commentaires sur lesSentencesde Pierre Lombard
- Thomas d'Aquin, Commentaire sur les sentences de Pierre Lombard (1254-1256), traduction en français du livre II par Aude Kammerer, 2006.
- Duns Scot, Commentaire sur le Ier et le IId livres des sentences (par une série de circonstances tragiques, Jean Duns Scot fut lecteur des Sentences à Oxford, puis dut recommencer à Paris, et en 1303, chassé du Royaume de France par Philippe le Bel dut les commenter une 3e fois à Oxford)
- Henri Gorichem (Henri de Gorkum, mort en 1431), Textus Sententiarum cum conclusionibus magistri Henrici Gorichem, Basle, 1502.
- (et tous les Maîtres médiévaux dont on a retrouvé ce commentaire)

### Études
- (en) Matthew Doyle, Peter Lombard and His Students (Studies and Texts, 201; Mediæval Law and Theology, 8), Toronto: Pontifical Institute of Mediæval Studies, 2016  (ISBN 978-0-88844-201-7).
- (en) Marcia Colish, Peter Lombard, Brill, Leiden/New-York/Koln, 1994, 2 vol.
- Ph. Delhaye, Pierre Lombard, sa vie, son œuvre, Paris-Montréal, 1961.
- André Vauchez, « L'Église et la culture… », dans Histoire du christianisme, Desclée, 1993, t. 5, p. 446 sqq.
- Jean Bresch, Essai sur les Sentences de Pierre Lombard, 1857.
- Félix Protois, Pierre Lombard, évêque de Paris dit Le maître des sentences. Son époque, sa vie, ses écrits, son influence, 1880 [lire en ligne].

### Sources
Cet article n'est plus dépendant de sa version anglaise, et bénéficie des apports des dernières études académiques sur la théologie du XIIe au XVe siècle.
- (en) Cet article est partiellement ou en totalité issu de l’article de Wikipédia en anglais intitulé « Peter Lombard » (voir la liste des auteurs).
- Une édition partielle [ici lire en ligne].